# Digital zoom
Digital zoom är en något oegentlig benämning på en funktion hos till exempel en digitalkamera med vars hjälp användaren kan styra hur mycket som ska komma med på bilden. Digital zoom beskär bilden och interpolerar sedan fram en bild med samma antal bildpunkter som originalbilden. Bildförsämringen vid digital zoom är större än vid motsvarande förstoring av ett vanligt fotografi. Dessutom kan den lika gärna göras i efterhand med hjälp av datorn, förutsatt att kameran kan spara bilder i råformat. De flesta erfarna fotografer undviker därför digital zoom och använder istället ett bildredigeringsprogram för att förstora en del av bilden. Är kamerabilderna däremot komprimerade med förstörande komprimering, till exempel JPEG, gör kameran i en del fall förstoringen bättre än ett bildredigeringsprogram då uppackning, ytterligare redigering och återkomprimering av en komprimerad bild lägger till brus till bilden. Om kameran gör förstoringen bättre än ett bildredigeringsprogram beror på algoritmen för interpolationen. 
Det finns bland annat följande val för interpolation
- ingen interpolation – i detta fall är det bättre att göra behandlingen i dator. Detta är vanligt i kameramobiler.
- linjär interpolation – lite bättre men fortfarande är datorn bäst
- B-spline interpolation – i detta fall är det bättre att göra bildbehandlingen i kameran.
- Lanczos resampling – i detta fall är det bättre att göra bildbehandlingen i kameran